# Guichenotia asteriskos
Guichenotia asteriskos är en malvaväxtart som beskrevs av C.F.Wilkins. Guichenotia asteriskos ingår i släktet Guichenotia och familjen malvaväxter. Inga underarter finns listade i Catalogue of Life.